# Aconitum lycoctonum
Espèce
Classification phylogénétique
Aconitum lycoctonum est une espèce de plantes à fleurs de la famille des Renonculacées.
Ses sous-espèces sont notamment l'aconit tue-loup et l'aconit de Naples.

## Description
Plante herbacée dressée (80-100 cm).
Feuilles: alternes, palmatiséquées, à segments cunéiformes trifides.
Fleurs: en grappes terminales courtes, jaunâtres, zygomorphes, à sépale supérieur en forme de casque.
Fruits: follicules.
Habitat: bois humides, marécages, étage montagnard.

## Propriétés
Comme Aconitum napellus, cette espèce contient de l'aconitine. Elle est donc potentiellement mortelle. Il faut cependant remarquer que la littérature récente ne signale pas d'empoisonnement par cette plante.
Cet aconit faisait certainement partie des espèces utilisées au Moyen Age pour tuer les loups (d’où le nom de lycoctonum) et les renards (d’où le nom de vulparia)

## Sous-espèces
- Aconitum lycoctonum subsp. lycoctonum : à fleurs bleues ou blanches - Nord et Est de l'Europe
- Aconitum lycoctonum subsp. neapolitanum (Ten.) Nyman  - l'Aconit de Naples : à fleurs jaunes en panicule plus dense, feuilles plus divisées - Montagnes du Sud de l'Europe
- Aconitum lycoctonum subsp. vulparia (Rchb.) Nyman - l'Aconit tue-loup : à fleurs jaune pâle, feuilles comme celle de subsp. lycoctonum - Europe centrale jusque dans l'Est de la France

Les deux sous-espèces suivantes sont endémiques dans l'Est de l'Europe: 
- Aconitum lycoctonum subsp. lasiostomum (Rchb. ex Besser) K.Warncke
- Aconitum lycoctonum subsp. moldavicum (Hacq.) Jalas

En 2001, une nothosous-espèce a été décrite : 
- Aconitum lycoctonum nothosubsp. spetanum Starm., croisement de Aconitum lycoctonum subsp. lycoctonum et Aconitum lycoctonum subsp. vulparia

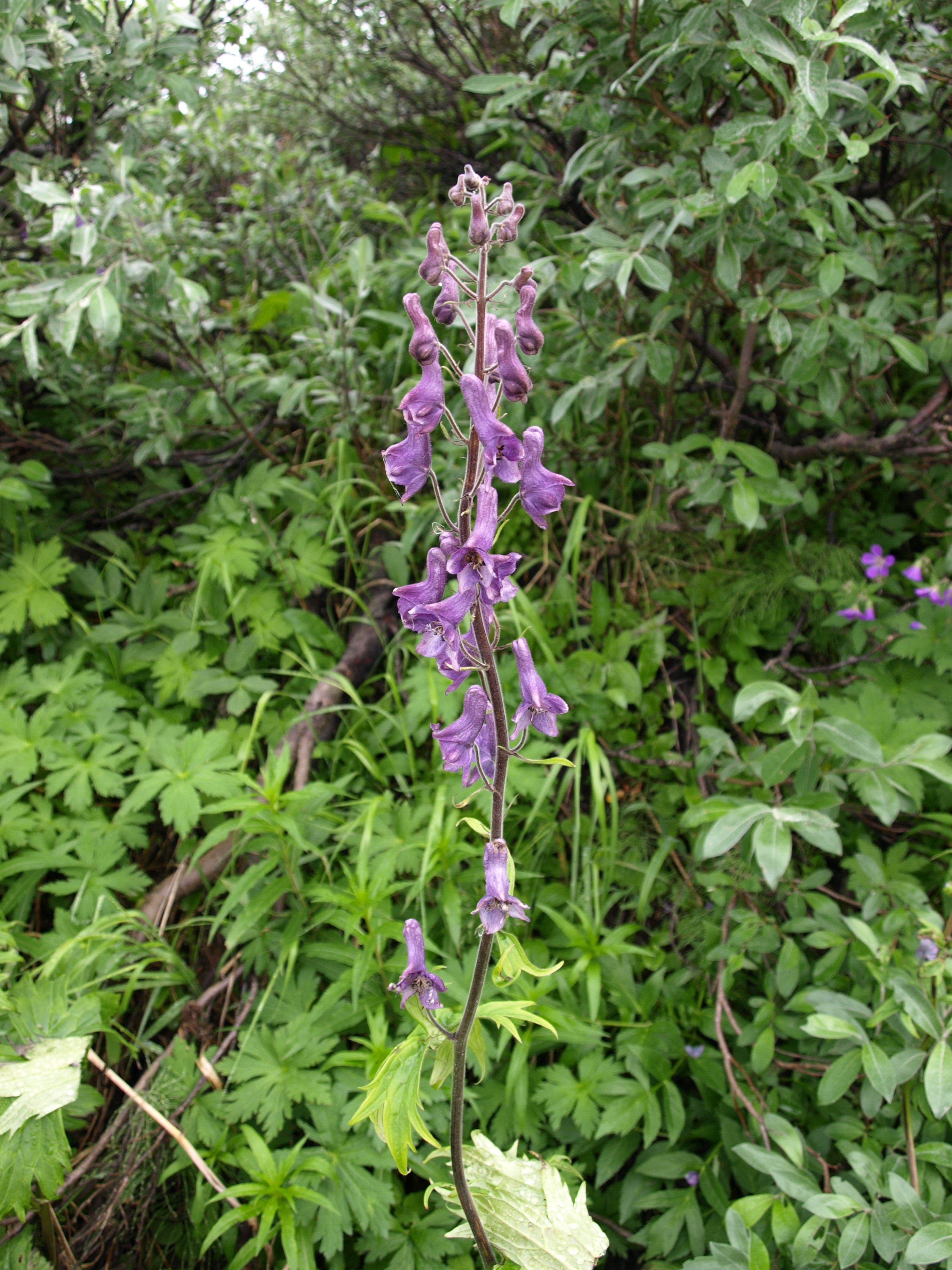
Aconitum lycoctonum subsp. lycoctonum.
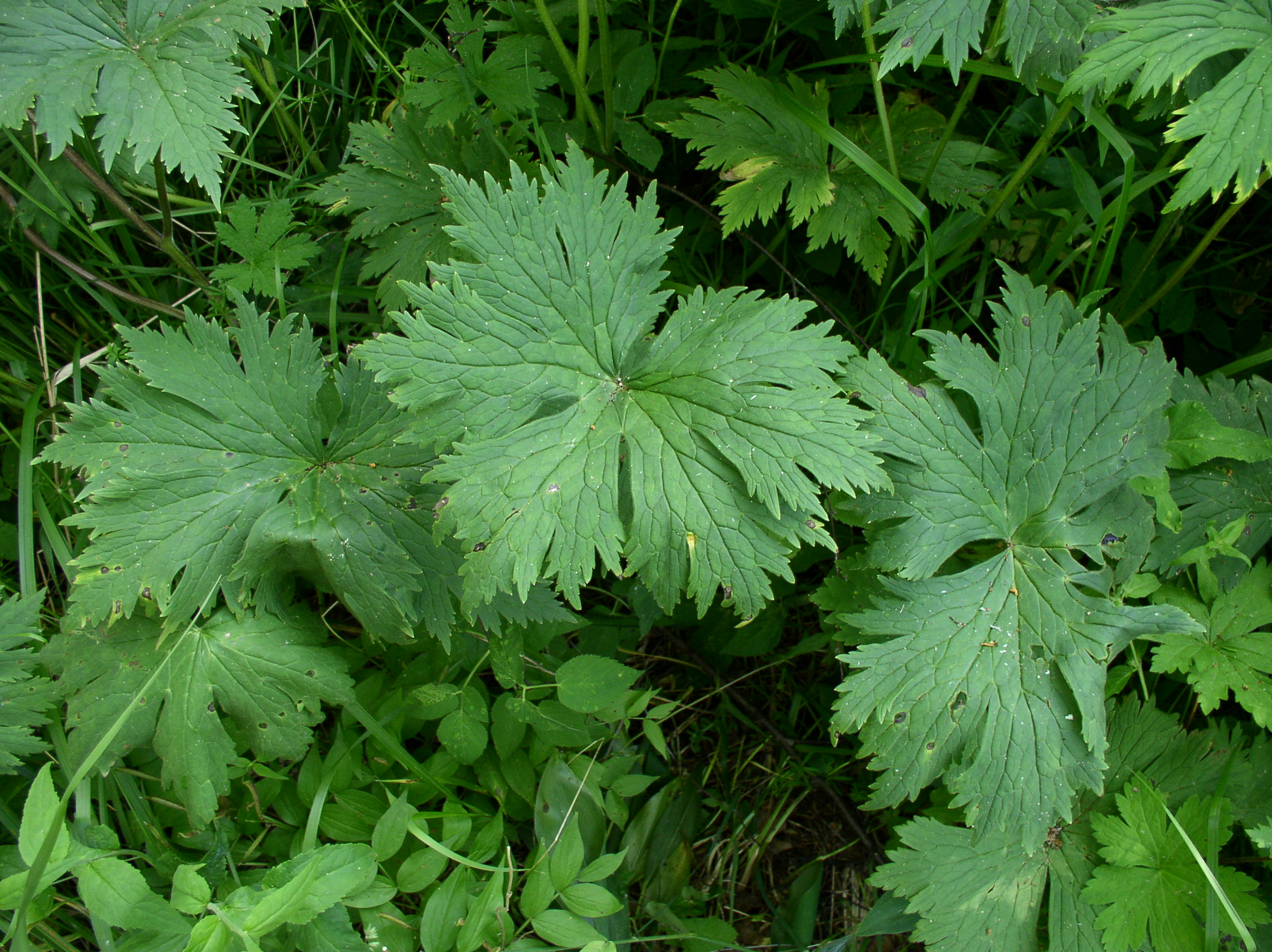
Feuilles de la subsp. lycoctonum.
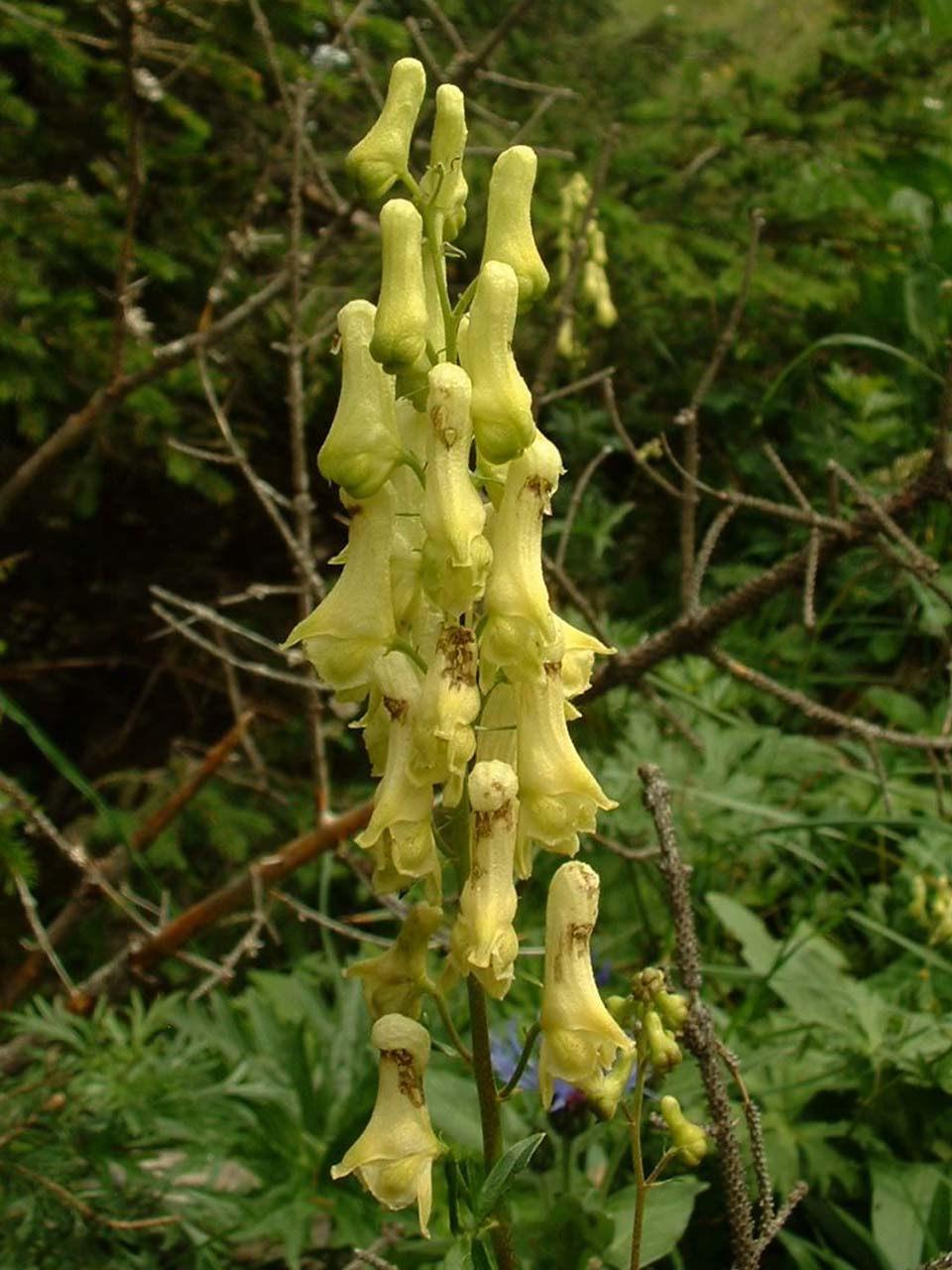
Aconitum lycoctonum subsp. vulparia.
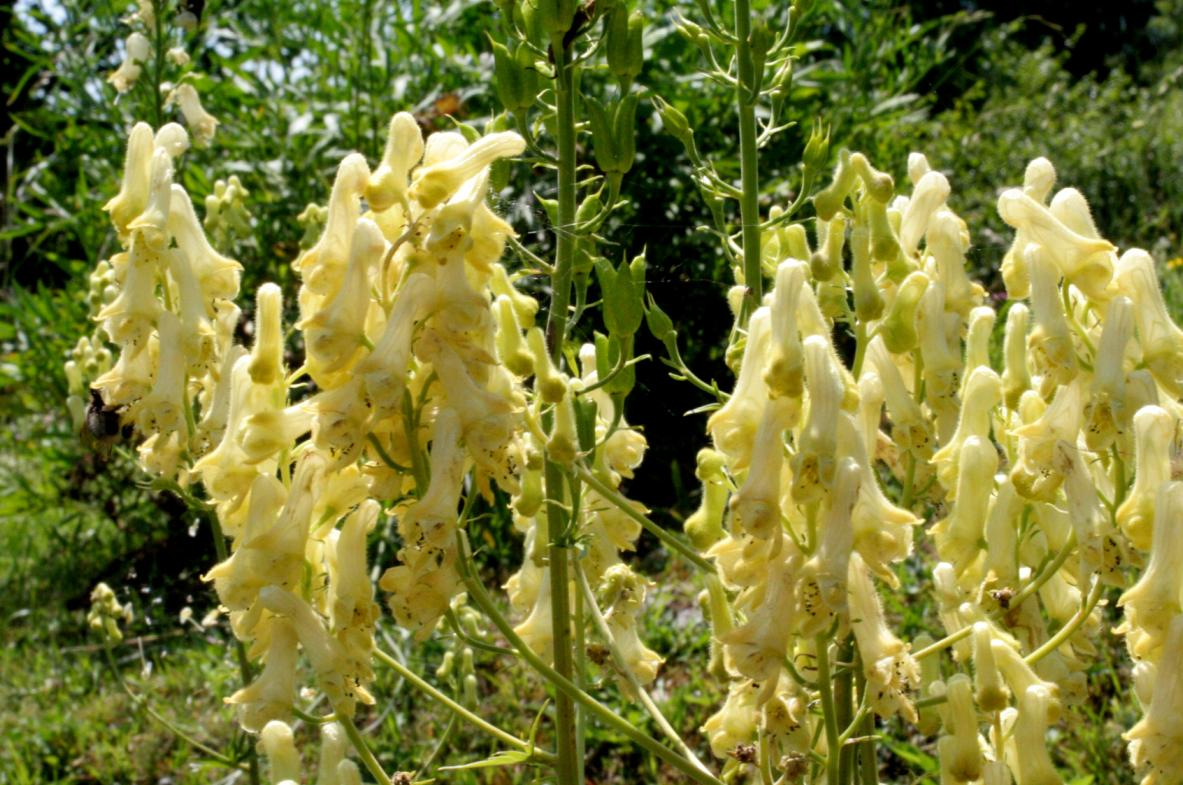
Aconitum lycoctonum subsp. neapolitanum.
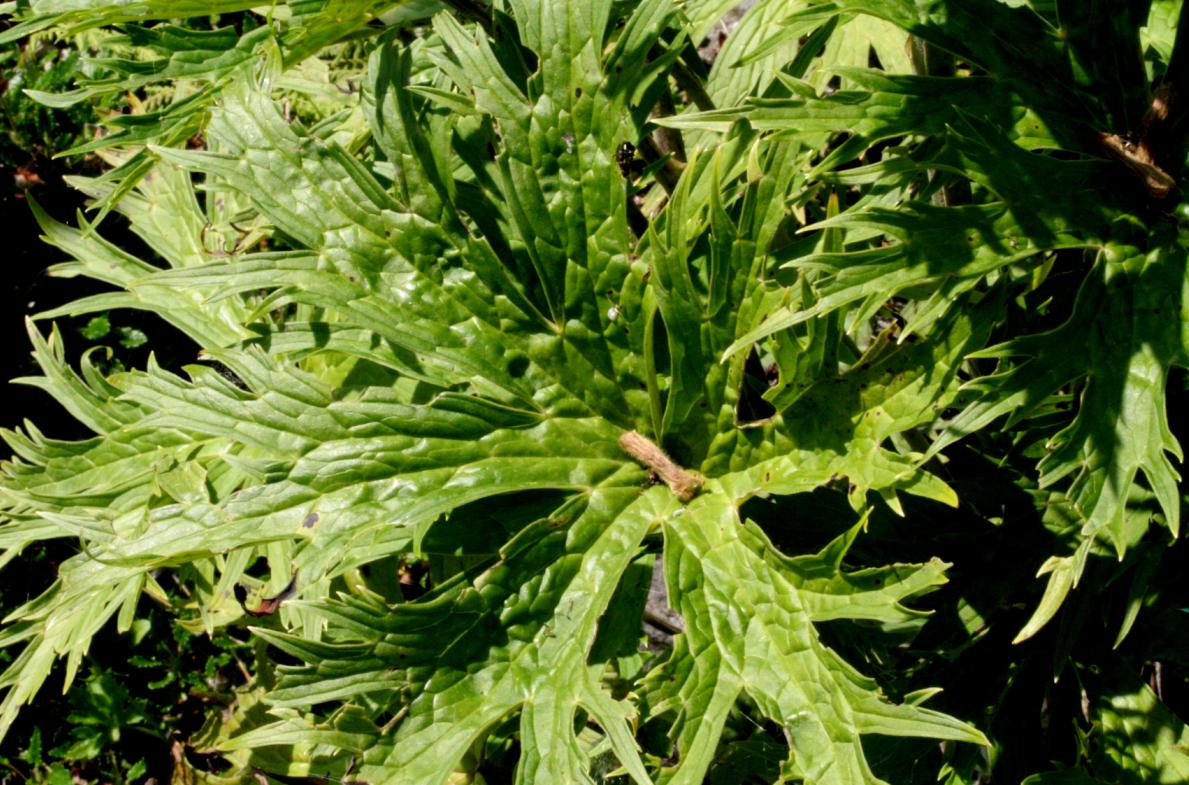
Feuilles de la subsp. neapolitanum.
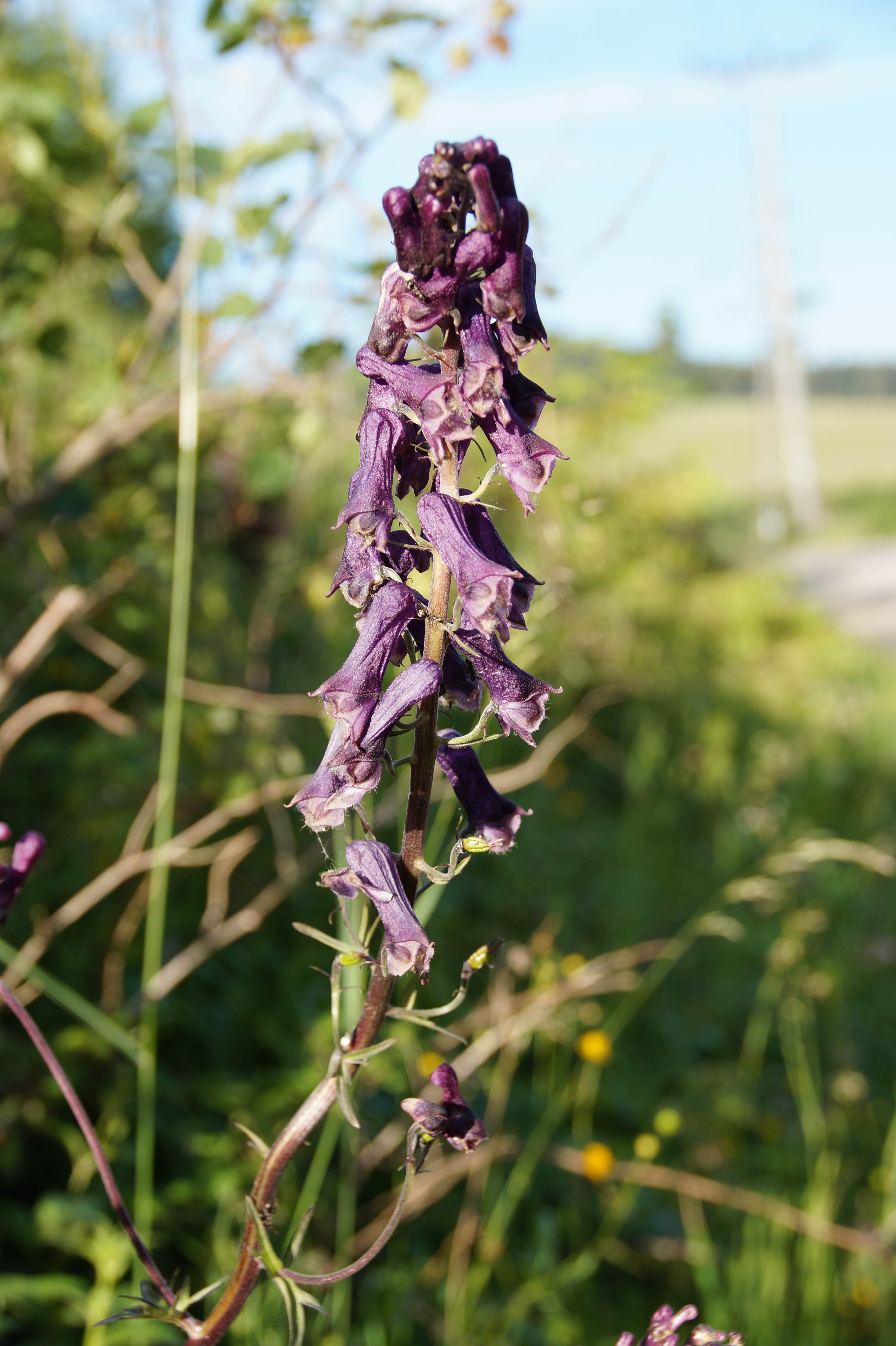
Aconitum lycoctonum subsp. moldavicum.

## Référence
1. ↑  Les sous-espèces d'Aconitum lycoctonum